# Sean Michael Kyer
Sean Michael Kyer (* 31. Juli 2001 in Vancouver, British Columbia) ist ein kanadischer Schauspieler.

## Leben
Kyer debütierte 2010 als Schauspieler in einer Episode der Fernsehserie V – Die Besucher. In den nächsten Jahren folgten Besetzungen in einzelnen Episoden kanadischer Fernsehserien. Seine erste große Serienrolle übernahm er von 2012 bis 2015 in der Fernsehserie Continuum. Von 2014 bis 2015 verkörperte er die Rolle des Albert Bickley in insgesamt zehn Episoden der Fernsehserie Janette Oke: Die Coal Valley Saga. Von 2014 bis 2017 stellte er die Rolle des Agent Oscar in 51 Episoden der Fernsehserie Odd Squad – Junge Agenten retten die Welt dar.

## Filmografie
- 2010: V – Die Besucher (V) (Fernsehserie, Episode 1x07)
- 2011: Fringe – Grenzfälle des FBI (Fringe) (Fernsehserie, Episode 4x01)
- 2011: Everything and Everyone
- 2012: Alcatraz (Fernsehserie, Episode 1x03)
- 2012: Girl in Progress
- 2012: Shhh (Kurzfilm)
- 2012: Emily Owens (Fernsehserie, Episode 1x05)
- 2012: Cosmo & Wanda – Ziemlich verrückte Weihnachten (A Fairly Odd Christmas) (Fernsehfilm)
- 2012: Anything But Christmas (Fernsehfilm)
- 2012: Ranger Charlie (Kurzfilm)
- 2012–2015: Continuum (Fernsehserie, 10 Episoden)
- 2013: Rapture-Palooza
- 2013: Falling Skies (Fernsehserie, Episode 3x04)
- 2013: Cedar Cove – Das Gesetz des Herzens (Cedar Cove) (Fernsehserie, Episode 1x05)
- 2013: Spooksville (Fernsehserie, Episode 1x03)
- 2013: Supernatural (Fernsehserie, Episode 9x07)
- 2013: Hats Off to Christmas! (Fernsehfilm)
- 2013–2014: R. L. Stine’s The Haunting Hour (Fernsehserie, 2 Episoden)
- 2014: The Color of Rain (Fernsehfilm)
- 2014–2015: Janette Oke: Die Coal Valley Saga (Fernsehserie, 7 Episoden)
- 2014–2017: Odd Squad – Junge Agenten retten die Welt (Odd Squad) (Fernsehserie, 51 Episoden)
- 2015: My One Christmas Wish (Fernsehfilm)
- 2016: Annedroids (Fernsehserie, Episode 3x06)
- 2016: Odd Squad: The Movie
- 2016: Timeless (Fernsehserie, Episode 1x05)
- 2016: Looks Like Christmas (Fernsehfilm)